# Iwan Mokrousow
Iwan Timofiejewicz Mokrousow (ros. Иван Тимофеевич Мокроусов, ur. 4 sierpnia 1919 we wsi Rachmanowka obecnie w rejonie wadińskim w obwodzie penzeńskim, zm. 10 listopada 1972 w chutorze Suchoj w rejonie proletarskim w obwodzie rostowskim) – radziecki żołnierz, czerwonoarmista, Bohater Związku Radzieckiego (1944).

## Życiorys
Urodził się w rodzinie chłopskiej. Po ukończeniu szkoły podstawowej pracował w kołchozie jako traktorzysta, od 1940 służył w Armii Czerwonej. Od czerwca 1941 uczestniczył w wojnie z Niemcami, w 1943 został członkiem WKP(b). Jako żołnierz kompanii karabinów maszynowych 114 gwardyjskiego pułku piechoty 37 Gwardyjskiej Dywizji Piechoty 65 Armii Frontu Centralnego brał udział w forsowaniu Desny k. miasta Nowogród Siewierski. Obrzucił granatami okop pełny niemieckich żołnierzy, po czym brał udział w walce wręcz, w której został ranny, mimo to brał udział w odpieraniu kontrataków wroga. Po wojnie został zdemobilizowany, wrócił do rodzinnej wsi, gdzie pracował w miejscowej Stacji Maszynowo-Traktorowej. Od 1952 mieszkał z rodziną w chutorze Suchoj w obwodzie rostowskim, gdzie pracował jako traktorzysta w sowchozie.

## Odznaczenia
- Złota Gwiazda Bohatera Związku Radzieckiego (15 stycznia 1944)[2]
- Order Lenina
- Order Wojny Ojczyźnianej I klasy
- Order Czerwonej Gwiazdy

I medale.